# Миксі
Миксі (ест. Mõksi) — село в Естонії, входить до складу волості Виру, повіту Вирумаа.